# Zuza Jabłońska
Zuza Jabłońska, właśc. Zuzanna Jabłońska (ur. 5 czerwca 2003 w Gdańsku) – polska piosenkarka, autorka tekstów, kompozytorka, finalistka pierwszej polskiej edycji The Voice Kids.

## Życiorys

### Kariera muzyczna
W 2015 brała udział w programie telewizyjnym TVN Mali Giganci, ale odpadła w pierwszej rundzie. Jesienią 2017 wzięła udział w pierwszej edycji programu TVP2 The Voice Kids. Podczas tzw. „przesłuchań w ciemno” zaśpiewała piosenkę „7 Years” i przeszła do kolejnego etapu, dołączając do drużyny Tomsona i Barona z zespołu Afromental. Zakwalifikowała się do odcinków na żywo i dotarła do finału rozgrywanego 24 lutego 2018, w którym zaśpiewała m.in. autorski singiel „Sami”. Zajęła drugie miejsce w głosowaniu telewidzów, przegrywając z Roksaną Węgiel.
13 kwietnia 2018 w serwisie YouTube ukazał się teledysk do piosenki „Sami”. 14 lipca udostępniła w Internecie cover do piosenki „7 Years” z udziałem Magic of Y. 6 października wydała singiel „Powiedz mi to w twarz”, który nagrała z Janem-rapowanie i Silesem. Premierze singla towarzyszyła akcja społeczna Powiedz mi to w twarz, będąca sprzeciwem wobec problemów z komunikacją międzyludzką oraz zjawiskiem hejtowania w Internecie, w którą zaangażowały się dziesiątki wykonawców. 24 listopada wykonała utwór w jednym z odcinków 9. edycji programu TVP2 The Voice of Poland. 1 grudnia miał premierę singiel „Święta to czas niespodzianek”, który nagrała z Roksaną Węgiel i 4Dreamers. Dwa dni później w duecie z Czesławem Mozilem i Grajkami Przyszłości wydała singiel „Święta według nas”.
5 kwietnia 2019 wydała singiel „Spacer po linie”. W lipcu została ambasadorką Sprite i dołączyła do kampanii „I Love You Hater”, mówiącej o odpowiadaniu miłością na hejt. 16 sierpnia z utworem „Spacer po linie” wystąpiła podczas 53. Top of the Top Sopot Festival w koncercie Young Choise Awards. 24 stycznia 2020 wystąpiła podczas koncertu charytatywnego Artyści dla Mai, który odbył się w warszawskim klubie „Stodoła”. W maju 2020 ukazała się książka Justyny Sucheckiej pt. Young Power. 30 historii o tym, jak młodzi zmieniają świat, której jedną z bohaterek jest Jabłońska. 16 października wydała debiutancki album pod tytułem Psycho, który dostał się na 21. pozycję polskiej listy sprzedaży OLiS.

### Życie prywatne
Choruje na zespół Tourette’a.

## Dyskografia

### Albumy studyjne
| Rok  | Dane dot. albumu                                                                                             | Najwyższa pozycja na liście |
| Rok  | Dane dot. albumu                                                                                             | POL                         |
| ---- | --- | --------------------------- |
| 2020 | Psycho - Wydany: 16 października 2020 - Wytwórnia: Universal Music - Format: CD, digital download, streaming | 21                          |

### Single
| Rok                                                      | Tytuł                                                            | Najwyższe pozycje na listach | Najwyższe pozycje na listach | Certyfikat             | Sprzedaż       | Album                                                |
| Rok                                                      | Tytuł                                                            | POL (airplay)                | POL (airplay nowości)        | Certyfikat             | Sprzedaż       | Album                                                |
| -------------------------------------------------------- | ---------------------------------------------------------------- | ---------------------------- | ---------------------------- | ---------------------- | -------------- | ---------------------------------------------------- |
| 2018                                                     | „Sami”                                                           | –                            | –                            | brak                   | brak danych    | Psycho                                               |
| 2018                                                     | „Powiedz mi to w twarz” (oraz Jan-Rapowanie i Siles)             | 33                           | 1                            | - POL: platynowa płyta | - POL: 20 000+ | Psycho                                               |
| 2018                                                     | „Święta to czas niespodzianek” (oraz Roksana Węgiel i 4Dreamers) | –                            | –                            | brak                   | brak danych    | –                                                    |
| 2018                                                     | „Święta według nas” (oraz Czesław Mozil i Grajkowie Przyszłości) | –                            | –                            | brak                   | brak danych    | Kiedyś to były święta                                |
| 2019                                                     | „Spacer po linie”                                                | –                            | –                            | brak                   | brak danych    | Psycho                                               |
| 2019                                                     | „Wisła”                                                          | –                            | –                            | brak                   | brak danych    | Psycho                                               |
| 2020                                                     | „Everything I Wanted” (cover)                                    | –                            | –                            | brak                   | brak danych    | –                                                    |
| 2020                                                     | „Razem” (jako część Razem Robimy Dobro)                          | –                            | –                            | brak                   | brak danych    | –                                                    |
| 2020                                                     | „Ponad Tęczą” (cover) (jako część Nadzieja All Stars)            | –                            | –                            | brak                   | brak danych    | –                                                    |
| 2020                                                     | „Ty tylko chcesz” (gościnnie: Kuba Karaś)                        | –                            | –                            | brak                   | brak danych    | Psycho                                               |
| 2020                                                     | „Liczę dni”                                                      | –                            | –                            | brak                   | brak danych    | Psycho                                               |
| 2020                                                     | „Wierna, odważna i prawa”                                        | –                            | –                            | brak                   | brak danych    | Mulan (ścieżka dźwiękowa)                            |
| 2020                                                     | „Duch” (gościnnie: Sarius)                                       | –                            | –                            | brak                   | brak danych    | Psycho                                               |
| 2020                                                     | „Mario, czy już wiesz?”                                          | –                            | –                            | brak                   | brak danych    | –                                                    |
| 2021                                                     | „Azyl” (oraz Pawbeats i VNM)                                     | –                            | –                            | brak                   | brak danych    | –                                                    |
| 2021                                                     | „Znikam”                                                         | –                            | –                            | brak                   | brak danych    | Przygody Alicji w Krainie Czarów (ścieżka dźwiękowa) |
| 2021                                                     | „Chillout” (oraz Pawbeats)                                       | –                            | –                            | brak                   | brak danych    | –                                                    |
| 2024                                                     | „Dancechlor”                                                     | –                            | –                            | brak                   | brak danych    | –                                                    |
| 2025                                                     | „Róże”                                                           | –                            | –                            | brak                   | brak danych    | –                                                    |
| „–” oznacza, że singel nie był notowany na danej liście. |                                                                  |                              |                              |                        |                |                                                      |

### Single promocyjne
| Rok  | Tytuł              | Album |
| ---- | ------------------ | ----- |
| 2020 | „Wisła (Acoustic)” | –     |

## Teledyski
| Rok  | Tytuł                                                            | Reżyser                      | Źródło |
| ---- | ---------------------------------------------------------------- | ---------------------------- | ------ |
| 2018 | „Sami”                                                           | Pascal Pawliszewski          | [ 39 ] |
| 2018 | „Powiedz mi to w twarz” (oraz Jan-rapowanie i Siles)             | Dawid Ziemba                 | [ 40 ] |
| 2018 | „Święta to czas niespodzianek” (oraz Roksana Węgiel i 4Dreamers) | Pascal Pawliszewski          | [ 41 ] |
| 2018 | „Święta według nas” (oraz Czesław Mozil i Grajkowie Przyszłości) | –                            | [ 42 ] |
| 2019 | „Spacer po linie”                                                | Dawid Ziemba                 | [ 43 ] |
| 2019 | „Wisła”                                                          | Dawid Ziemba                 | [ 44 ] |
| 2020 | „Znasz mnie lepiej?”                                             | Michał Pańszczyk             | [ 45 ] |
| 2020 | „Ty Tylko Chcesz”                                                | Michał Pańszczyk             | [ 46 ] |
| 2020 | „Wierna, odważna i prawa”                                        | Niki Caro                    | [ 47 ] |
| 2020 | „Duch”                                                           | Michał Pańszczyk             | [ 48 ] |
| 2020 | „Azyl”                                                           | Adam Gawenda, Mateusz Dziwis | [ 49 ] |
| 2021 | „Chillout”                                                       | Dawid Ziemba                 | [ 50 ] |

## Nagrody i nominacje
| Rok  | Konkurs                       | Kategoria                               | Rezultat  |
| ---- | ----------------------------- | --------------------------------------- | --------- |
| 2018 | The Voice Kids                | I edycja                                | Finał     |
| 2019 | Fryderyki 2019                | Teledysk roku („Powiedz mi to w twarz”) | Nominacja |
| 2019 | Top Of The Top Sopot Festival | Young Choice Awards                     | Nominacja |
| 2019 | JOY Influencer Roku 2019      | Music Influencer                        | Nominacja |
| 2021 | Fryderyki 2021                | Album roku pop                          | Nominacja |